# Jan van Ruusbroec
Jan van Ruusbroec, o Ruysbroeck, talvolta italianizzato in Giovanni di Ruysbroeck o Giovanni Rusbrochio e detto dottore ammirabile (Ruisbroek, 1293 – Groenendael, 2 dicembre 1381), fu un autore fiammingo di opere di mistica e spiritualità, fondatore del monastero e della congregazione dei canonici regolari di Groenendael (Valverde). Nel 1908 papa Pio X ha riconosciuto il culto tradizionalmente tributatogli e gli ha attribuito il titolo di beato.

## Biografia
Nato nel 1293, a undici anni lasciò la famiglia e si stabilì presso un suo parente, Giovanni Hinckaert, canonico della collegiata di Santa Gudula a Bruxelles, che curò la sua istruzione e la sua formazione spirituale. Fu ordinato sacerdote nel 1317 e ottenne un canonicato a Santa Gudula, di cui divenne vicario: insieme al suo mentore e al canonico Francone di Caudenberg, cominciò a condurre una forma di vita più austera e la comunanza dei beni.
In quegli anni si dedicò alla stesura di alcuni libelli polemici (perduti) contro le dottrine del movimento dei Fratelli del libero spirito.
Nel 1343 decise di vivere una vita di contemplazione e solitudine e, insieme ai confratelli Giovanni Hinckaert e Francone di Caudenberg, si ritirò a Groenendael (Valverde), nella foresta di Soignes, dove sorgeva un romitaggio abitato da Arnoldo, Lamberto (che presto lasciò la comunità) e Giovanni, parente dei duchi di Brabante: nel 1344 il vescovo di Cambrai concesse agli eremiti di erigere una cappella e nel 1349 Ruusbroec, per dare un assetto regolare alla vita della comunità, fondò una prepositura adottando l'abito e la regola dei canonici regolari di sant'Agostino.
Ruusbroec fu eletto priore di Groenendael e ricoprì tale carica fino alla morte.
Si acquistò una grande fama come scrittore mistico: fu visitato nel suo monastero da Geert Groote e, forse, da Giovanni Taulero, sui quali esercitò una notevole influenza. Attraverso Groote influì anche sui Fratelli della vita comune e su Tommaso da Kempis.
Anch'egli – esattamente come Meister Eckhart e il suo seguace Giovanni Taulero – riteneva che la sola via per potersi congiungere al divino fosse quella della contemplazione. Tramite questo processo, tuttavia, l'uomo non viene privato della sua singolarità creaturale poiché egli è profondamente diverso da Dio, similmente a come la goccia d'olio versata nella brocca d'acqua non si amalgama interamente col liquido circostante, ma conserva la sua natura e la sua essenza distinta.
Della produzione letteraria di Jan van Ruusbroec ci sono giunti undici trattati e sette lettere. Nelle sue opere offre una descrizione della vita interiore, soprattutto di tutte le fasi della vita mistica, e suggerisce dei metodi di discernimento. La sua maggiore opera è ritenuta Lo splendore delle nozze spirituali.

## Culto
Il 9 dicembre 1908 papa Pio X riconobbe il culto tributato ab immemorabili al canonico e gli attribuì il titolo di beato.
Il suo elogio si legge nel Martirologio romano al 2 dicembre.

## Opere
- Vanden Rike der Ghelieven (Del Regno degli amanti [di Dio]);
- Vander Cierheit der gheesteleker Brulocht (Dell'ornamento delle nozze spirituali);
- Van den blinckenden Steene (Della pietra scintillante);
- Van den vier Becoringen (Delle quattro tentazioni);
- Van den kerstenen Ghelove (Della fede cristiana);
- Van den gheesteliken Tabernacule (Del tabernacolo spirituale);
- Van den seven Sloten (Delle sette clausure);
- Spieghel der ewigher Salicheit (Specchio dell'eterna salute);
- Van seven Trappen inden graet der gheesteliker Minnen (Di sette gradini dell'amore spirituale);
- Van der hoechster Waerheit (ovvero Samuel: Della somma verità);
- Van den twaelf Beghinen (Delle dodici beghine [devote]);
- Van den twaelf Dogheden (Delle dodici virtù) [attribuzione dubbia].